# Tipula imanishii
Tipula imanishii är en tvåvingeart som beskrevs av Alexander 1933. Tipula imanishii ingår i släktet Tipula och familjen storharkrankar. Inga underarter finns listade i Catalogue of Life.